# Ischnurinae
Ischnurinae es una subfamilia de odonatos del suborden Zygoptera, son muy comunes y se encuentran distribuidos en todo el mundo. Son de tamaño pequeño a mediano (20 a 45 mm); con el cuerpo más o menos fino y patas y abdomen corto. Tienen la cabeza alargada transversalmente y los ojos separados. Los adultos inmaduros por lo general son más pálidos, de color castaño claro con líneas o manchas blancuzcas. Las alas son agostas, ambos pares con forma y venación similares.
La coloración de machos y hembras es muy diferente; los machos son generalmente de colores vistosos celeste, rojo, verde y las hembras de color castaño. Las hembras tienen ovipositor y el abdomen más corto y grueso que el de los machos.

## Géneros
- Acanthagrion
- Acanthallagma
- Aciagrion
- Africallagma
- Amorphostigma
- Amphiagrion
- Amphiallagma
- Andinagrion
- Austroallagma
- Azuragrion
- Bedfordia
- Boninagrion
- Cyanallagma
- Enacantha
- Enallagma
- Helveciagrion
- Hesperagrion
- Homeoura
- Ischnura
- Mesamphiagrion
- Millotagrion
- Oreagrion
- Oreiallagma
- Oxyagrion
- Oxyallagma
- Pacificagrion
- Pinheyagrion
- Proischnura
- Protallagma
- Rhodischnura
- Skiallagma
- Thermagrion
- Tigriagrion
- Xiphiagrion
- Zoniagrion